# Präsidentschaftswahl in Kamerun 2018
Die Präsidentschaftswahl in Kamerun 2018 fand am 7. Oktober im westafrikanischen Staat Kamerun statt. Sie wurde vom amtierenden Präsidenten Paul Biya gewonnen.

## Ausgangslage

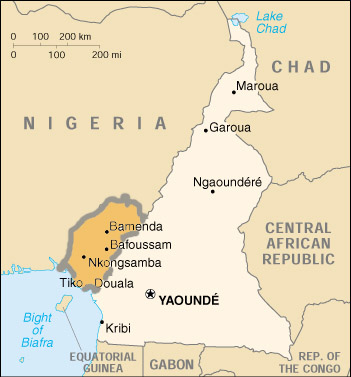
Das englischsprachige Südkamerun

Die Wahl fand in einem schwierigen Umfeld statt: Die wirtschaftliche Lage ist angespannt, in einigen Landesteilen ist die Sicherheitslage ernst. In Grenzregionen im Norden des Landes hält sich die Boko Haram. In den anglophonen Regionen Northwest und Southwest in Südkamerun herrschen de facto bürgerkriegsähnliche Zustände, eine wachsende Minderheit fordert eine Sezession. Die Wahlen sollten zwar im ganzen Land stattfinden, jedoch nahm man an, dass die Mehrheit der Menschen im englischsprachigen Teil Kameruns aus Angst vor Gewalttaten nicht zu Wahl gehen würde. Mehrere separatistische Rebellengruppen hatten angekündigt, die Wahl sabotieren zu wollen.
In dem Land mit fast 25 Millionen Einwohnern hatten sich laut Wahlbehörde knapp 6,6 Millionen als Wähler registrieren lassen. Im Land gibt es etwa 300.000 Binnenflüchtlinge. Die Organisation der Wahl für diese Menschen war problematisch: Für sie wurden Wahlzentren eingeführt, doch wurde befürchtet, dass die Wahlberechtigten am Wahltag diese nicht erreichen können.
Als Favorit galt der Kandidat der Regierungspartei RDPC/CPDM, der bisherige Präsident des Landes Paul Biya. Gleichsam als Wahlprogramm ließ er sein 1987 erschienenes Buch „Pour le libéralisme communautaire“ wieder auflegen. Der 85-jährige Autokrat warb um die Wiederwahl für eine siebente Amtszeit. Die politische Lage in Kamerun wird dementsprechend als „Stagnation“ charakterisiert. Biya trat gegen acht weitere Kandidaten an, die bekanntesten waren Joshua Osih von der größten Oppositionspartei FSD/SDF und der ehemalige Minister Maurice Kamto von der Bewegung für die Wiedergeburt Kameruns (MRC/CRM). Jüngster Kandidat war der 38-jährige Journalist Cabral Libii. Kurz vor der Wahl, am 5. Oktober, zog sich die Volksfront für Entwicklung (FPD/PDF) aus dem Wahlkampf zurück. Ihr vormaliger Kandidat, der Rechtsanwalt Akere Muna, rief stattdessen zur Wahl von Maurice Kamto auf. Die Wahlbehörde ELECAM teilte allerdings mit, es sei zu spät, um Muna noch von den Wahlzetteln streichen zu lassen.
Im Vorfeld der Wahl wurden wiederholt Verletzungen der Bestimmungen der Wahlgesetze zugunsten des derzeitigen Präsidenten beobachtet.
Als Wahlbeobachter hatte die Regierung die Organisation internationale de la Francophonie eingeladen, auch die Afrikanische Union sandte Wahlbeobachter in das Land. Entsprechende Angebote der EU und der USA wurden nicht angenommen.

## Wahltag
Der Wahltag stand unter dem Eindruck des Konflikts in Südkamerun. In Bamenda, der Hauptstadt der Regionen Northwest wurden drei mutmaßliche Separatisten von Sicherheitskräften getötet, die angeblich von Motorrädern aus auf Passanten geschossen hatten. Immer wieder waren in der Stadt Schüsse zu hören, ein Fahrzeug der staatlichen Zeitschrift „Cameroon Tribune“ wurde beschossen. In Buea sollen ebenfalls drei Rebellen getötet worden sein. Auch in anderen Städten der Region kam es zu Feuergefechten, einige Gebäude gingen in Flammen auf. In einem Bezirk in Southwest (Lysoka village) wurde die Anlieferung der Wahlunterlagen und -zettel als zu gefährlich erachtet und unterblieb. In Northwest wurden aus Sicherheitsgründen die vorgesehene Anzahl von 2300 Wahllokalen auf 74 reduziert. Die Wahlbeteiligung betrug in Northwest nur 5,36 Prozent und in Southwest 15,94 Prozent, während sie im Landesschnitt bei knapp 54 Prozent lag.
Gesetzlich musste das endgültige Wahlergebnis innerhalb von 15 Tagen verlautbart werden.

## Zwischen Wahl und Bekanntgabe des offiziellen Ergebnisses
Noch bevor offizielle Zahlen veröffentlicht wurden, erklärte sich Maurice Kamto am 9. Oktober zum Gewinner der Wahl. Daraufhin feierten junge Wähler in spontanen Kundgebungen auf der Straße und forderten Präsident Biya auf, abzutreten. Ebenso erklärte Cabral Libii, bei der Stimmauszählung in Führung zu liegen. Die beiden Kandidaten wurden dafür kritisiert, Regierungsvertreter und andere Kandidaten warfen ihnen vor, die Naivität der Jugend auszunutzen. Jean Nkuete, der Generalsekretär der RDPC/CPDM sah in der voreiligen Siegeserklärung Kamtos einen Gesetzesbruch.
Im staatlichen Fernsehsender CRTV wurde ein Beitrag mit angeblichen Mitarbeitern von Transparency International gezeigt, die die Wahl als korrekt beschrieben. Transparency International distanzierte sich davon und stellte in einer Presseaussendung klar, dass die Organisation keine offiziellen Wahlbeobachter im Kamerun hatte.
Mehrere Kandidaten und Wähler verlangten von der Wahlkommission die teilweise oder vollständige Annullierung der Wahl, da es zu Unregelmäßigkeiten gekommen sei: Manchen Wählern sei nicht erlaubt worden, die Stimme abzugeben und es sei zu Wahlfälschung gekommen. Über eine allfällige Zulassung der Beschwerden musste gesetzlich vor der Bekanntgabe des Ergebnisses entschieden werden, und am 19. Oktober wies der Verfassungsrat alle 18 Beschwerden ab.
Bereits am 14. Oktober 2018 wurden provisorische Ergebnisse verkündet. Demnach gewann Biya die Wahl mit rund 71 Prozent, Kamto erhielt etwa 14 Prozent.
Vor der Bekanntgabe des offiziellen Endergebnisses wurden am 21. Oktober die Sicherheitsvorkehrungen in den beiden größten Städten des Landes, Douala und Yaoundé, verschärft. Das Haus der Aktivistin Kah Walla wurde von der Polizei umstellt, so dass sie nicht an einer geplanten Protestkundgebung teilnehmen konnte. Die Reuters-Journalistin Josiane Kouagheu wurde vorübergehend verhaftet, als sie über die Proteste berichten wollte.

## Ergebnis
Am 22. Oktober gab der Verfassungsrat das Endergebnis bekannt, wenig überraschend siegte Paul Biya mit 71,28 Prozent der Stimmen. Die Wahlbeteiligung lag bei 53,85 Prozent.
| Kandidaten                | Parteien | Stimmen   | %    |
| ------------------------- | --- | --------- | ---- |
| Paul Biya                 | Rassemblement Démocratique du Peuple Camerounais / Cameroon People’s Democratic Movement (RDPC / CPDM)              | 2.521.934 | 71,3 |
| Maurice Kamto             | Mouvement pour la renaissance du Cameroun / Cameroon Renaissance Movement (MRC / CRM)                               | 503.384   | 14,2 |
| Cabral Libii              | Union nationale pour l’intégration vers la solidarité / National Union for Integration Towards Solidarity (UNIVERS) | 222.020   | 6,3  |
| Joshua Oshi               | Front Social Démocrate / Social Democratic Front (FSD / SDF)                                                        | 118.706   | 3,4  |
| Adamou Ndam Njoya         | Union démocratique du Cameroun / Cameroon Democratic Union (UDC / CDU)                                              | 61.220    | 1,7  |
| Garga Haman Adji          | Alliance pour la démocratie et le développement / Alliance for Democracy and Development (ADD)                      | 55.048    | 1,6  |
| Ndifor Frankline Afanwi   | Mouvement citoyen national camerounais / Cameroon National Citizens Movement (MCNC / CNCM)                          | 23.687    | 0,7  |
| Serge Espoir Matomba      | Peuple uni pour la rénovation sociale / United People for Social Renovation (PURS / UPSR)                           | 19.704    | 0,6  |
| Akere Tabeng Muna         | Front populaire pour le développement / People’s Development Front (FPD / PDF)                                      | 12.262    | 0,3  |
| Gesamt                    | Gesamt | 3.537.965 | 100  |
|                           | |           |      |
| Ungültige Stimmen         | Ungültige Stimmen                                                                                                   | 52.716    | 1,5  |
| Wähler                    | Wähler | 3.590.681 | 53,9 |
| Wahlberechtigte           | Wahlberechtigte | 6.667.754 |      |
|                           | |           |      |
| Quellen: Cameroon Tribune | |           |      |

## Kritik
In einem Beitrag in Foreign Policy wurde die Wahl als „Meisterklasse vorgetäuschter Demokratie“ bezeichnet: Während die Bürger der Wahl apathisch gegenüberstünden und es in manchen Regionen praktisch keine Wahlbeteiligung gegeben hätte, wurde die Wahl in staatlichen Medien als normal präsentiert und scheinbar unabhängige Beobachter stellten ihr gute Noten aus. International sorge der Präsident durch gut vernetzte Public-Relations- und Lobbyingfirmen dafür, dass sein Regime als Garant der demokratischen Rechte und als Vertreter des Willens des Volkes wahrgenommen wird. Kah Walla nannte das System eine „Wahldiktatur“ (electoral dictatorship). Personelle und strukturelle Faktoren würden dafür sorgen, dass Beschwerden gegen mutmaßlichen Wahlbetrug grundsätzlich keine Aussicht auf Erfolg hätten.
Maurice Kamto wiederholte nach der Veröffentlichung des Ergebnisses seine Behauptung, die Wahl gewonnen zu haben und präsentierte alternative Zahlen zum Wahlausgang, so hätten 39,4 Prozent der Wähler für ihn, 38,5 Prozent für Biya gestimmt. Auf seiner Facebook-Seite zeigte er Ungereimtheiten bei den offiziellen Zahlen auf. Auf der Website seiner Partei wurden beobachtete Unregelmäßigkeiten aufgelistet. Kamtos Anwältin Michèle Ndoki, die nach der Wahl vorübergehend festgenommen worden war, wies darauf hin, dass viele regionale Ergebnisprotokolle nicht von den Wahlbeobachtern der teilnehmenden Parteien paraphiert worden sind, wie dies gesetzlich vorschrieben wäre, sondern die Unterschriften befanden sich auf separaten Blättern. Somit kann nicht überprüft werden, ob die von der Wahlkommission verkündeten Zahlen mit den von den Beobachtern bestätigten Zahlen identisch sind. Kamto forderte eine Neuauszählung der Stimmen durch ein unabhängiges, internationales Gremium.
Der Erzbischof von Douala, Samuel Kleda, äußerte ebenfalls Zweifel an den offiziellen Zahlen: Präsident Biya hätte nichts getan, um der unter Boko Haram leidenden Bevölkerung in der Region Extrême-Nord zu helfen, daher sei es unmöglich, dass so viele Personen (offiziell waren es in der Region 89 Prozent) für den Präsidenten gestimmt hätten. Auch die Wahlergebnisse in den Regionen Northwest und Southwest zweifelte er an.